# Tephrosia vernicosa
Tephrosia vernicosa är en ärtväxtart som beskrevs av C.E.Wood. Tephrosia vernicosa ingår i släktet Tephrosia och familjen ärtväxter. Inga underarter finns listade i Catalogue of Life.